# Дом Качуриной
Дом Качу́риной — историческое здание середины XIX века в Минске, памятник архитектуры и истории (номер 711Е000001). Расположен по адресу: Комсомольская улица, дом 6.

## История
В первой половине XIX века застройка на участке будущего дома была деревянной. В середине XIX века на её месте был построен двухэтажный жилой дом. Здание пострадало в большом городском пожаре 1881 года. При его восстановлении был надстроен третий этаж и частично изменено оформление фасада. С 1885 года дом принадлежал мещанке Расе Ицковне Качуриной. По состоянию на начало XX века, на первом этаже дома находилось конфетное производство, размещались магазины, в том числе парфюмерный, табачный магазин, кондитерская и другие, а в подвале дома был завод по производству «сельтерской воды». Второй и третий этажи дома были жилыми. В 1917—1918 годах в доме размещался секретариат Белорусской социалистической громады/ После национализации дома в 1920 году он продолжил использоваться под жилые квартиры, а первый этаж — под магазины. Во время Великой Отечественной войны дом не пострадал. За время ремонтов был частично утрачен декор фасадов, а также балконы. Дом использовался под жильё и для размещения разных организаций до конца XX века.

## Архитектура
Здание построено в стиле эклектики. Оно имеет сложную в плане форму, крыши односкатные. Главный фасад имеет симметричную композицию. Фасад завешается невысоким аттиком лучковой формы. Фасад членится горизонтально: между первым и вторым этажами — пояс руста, между вторым и третьим этажами — карниз с поясом сухариков. Второй этаж декорирован пилястрами, а прямоугольные оконные проёмы обрамляют профилированные наличники. Боковые фасады лишены декора и контрастируют с главным фасадом.